# Gare de Rome-Ostiense
La gare de Rome-Ostiense (en italien : Stazione di Roma Ostiense) est une gare de Rome située dans le quartier d'Ostiense au sud de la ville.

## Situation ferroviaire
Roma Ostiense desserts plusieurs gare, elle a son terminus à l'aéroport de Fuimicino.